# Monmouth Castle
Monmouth Castle er en ruin efter et slot i Monmouth i Wales. Ruinen er et beskyttet bygningsværk af første grad efter den officielle britiske liste.
Monmouth Castle ligger omtrent midt i byen på en bakke, hvor den rejser sig over floden Monnow, bag ved butikker, det centrale torv og nogle af de vigtigste gader. Slottet blev opført senest i 1150, måske allerede påbegyndt i 1067 af William Fitz Osbern, og her fødtes Henrik 5. af England i 1387. Det var et vigtigt grænseslot mellem Wales og England, til det blev delvist ødelagt under den engelske borgerkrig. I årene der fulgte skiftede slottet ejer tre gange, inden forsvarsværkerne blev krævet nedlagt. I 1647 skete der en delvis nedstyrtning, hvorpå resterne fra slottet blev genbrugt til opførelsen af Great Castle House tæt på. Dette hus er i nyere tid blev brugt som hovedkvarter og museum for Royal Monmouthshire Royal Engineers.
51°48′45″N 2°43′0.12″V / 51.81250°N 2.7167000°V